# Sneathia sanguinegens
Sneathia sanguinegens ist eine Bakterienart, die in der Vagina von Frauen vorkommt.

## Merkmale
Die Gram-Färbung verläuft negativ. Die Zellen sind vielgestaltig (pleomorph), es können auch fadenförmige Zellketten (Hyphen oder Filamente genannt) auftreten. Flagellen sind nicht vorhanden. Sneathia sanguinegens ist anaerob, benötigt also keinen Sauerstoff.

## Stoffwechsel und Wachstum
Der Stoffwechselweg von Sneathia sanguinegens ist die Fermentation (auch Gärung genannt). Die Endprodukte der Vergärung von Glucose sind Milchsäure, Ameisensäure und geringe Mengen von Essigsäure. Auch Bernsteinsäure (Succinat) kann gebildet werden. Hierbei wird kein Kohlenstoffdioxid gebildet. Das Bakterium benötigt Blutagar oder Serum für das Wachstum.
Optimales Wachstum erfolgt bei Temperaturen zwischen 35 und 37 °C. Der Katalase-Test und der Oxidase-Test verläuft negativ. Der Test auf Äskulinspaltung verläuft positiv,  Äsculin wird von dem Bakterium gespalten. Stärke wird nicht genutzt. Der Indol-Test verläuft negativ, die Aminosäure Tryptophan wird von dem Bakterium nicht gespalten. Der Voges-Proskauer-Test verläuft ebenfalls negativ. Das Enzym β-Glucuronidase (GUSB) ist vorhanden. Nitrat wird nicht zu Nitrit reduziert.

## Systematik
Im Jahr 1995 berichteten Hanff und Mitarbeiter über die Isolierung aus Blutkulturen eines vorher nicht bekannten Gram-negativen, anaeroben stäbchenförmigen Bakterium aus Blutkulturen von verschiedenen Patienten. Dieses Bakterium wurde als ein Mitglied der Gattung Leptotrichia angesehen und wurde zuerst als Leptotrichia sanguinegens bezeichnet. Es stellte damals die zweite beschriebene Art der Gattung Leptotrichia dar. Die Beschreibung der Art wurde jedoch nicht gültig publiziert, denn es wurde kein Typusstamm benannt. Im Jahr 2001 isolierten Matthew D. Collins und Mitarbeitern drei Stämme aus Fruchtwasser und Blut von Patientinnen, die dem von Hanff et al. beschriebenen Bakterium ähnelten. Basierend auf phänotypischen und phylogenetischen Untersuchungen schlossen sie, dass diese Isolate mit Leptotrichia sanguinegens übereinstimmen und schlugen die neue Gattung und Art Sneathia sanguinegens vor.

## Ökologie
Das Bakterium Sneathia sanguinegens kommt in der Vagina gesunder Frauen vor. Der Mengenanteil beträgt 5,6 % der hier natürlicherweise auftretenden Bakterien. Andere hier dominierende Bakterien sind Lactobacillus (mit 64,4 %), Gardnerella (6,9 %), Prevotella (5,4 %) und Bacillus (4,3 %).
Im männlichen Urogenitaltrakt ist Sneathia sanguinegens seltener zu finden, es scheint sexuell übertragen zu werden. Bei Frauen können die beiden Arten Sneathia sanguinegens und die eng verwandte Art Leptotrichia amnionii eine bakterielle Vaginose verursachen.